# OH! MY MORNING!
『OH! MY MORNING!』（オー！・マイ・モーニング！）は、2016年10月3日から2019年12月27日までRadio NEOで放送されていたラジオ番組。大前りょうすけ（当時は大前亮将）が出演するラジオ番組で展開されている「OH! MY」シリーズの一つ。
兄弟番組である「OH! MY SATURDAY!」とはコンセプト等に大きな違いがあるため、別々に扱う。

## 放送時間

### 過去
- 毎週月曜 - 金曜 7:00 - 9:56（2016年10月3日[1] - 2017年9月29日）
- 毎週月曜 - 金曜 7:00 - 10:56（2017年10月2日[4] - 2018年3月30日[5]）
- 毎週月曜 - 金曜 7:00 - 8:56（2018年4月2日[6] - 2019年6月28日）
- 毎週月曜 - 金曜 7:00 - 8:54（2019年7月1日 - 10月4日[7]、最終金曜のみ 7:00 - 8:56、お盆のみ 7:00 - 9:00）
- 毎週月曜 - 金曜 7:00 - 10:00（2019年10月7日[7] - 12月27日[2]）

## パーソナリティ
- 大前亮将（プリンセス金魚） - 2017年2月28日よりMUSIC GARAGE from NTP-arkにもレギュラー出演し、木曜日DJの三上真史が仕事の都合で休む際の代理も担当していた。
- デラスキッパーズ（2019年10月7日 - 12月27日、9時台のみの出演）

### 代打
- 町田康介（デラスキッパーズ） - 2019年4月24日放送分で遅刻した大前の代打として出演[8]。詳細は#エピソード項目を参照。

## タイムテーブル
2019年11月現在のタイムテーブルであり、時間に関しては日によって変動する場合がある。
- 07:00 オープニング
- 07:03 メッセージテーマ発表、振ってみそ掛けてみそ（曲数決定）
- 07:08 OH! MY NEWS!
- 07:15 Traffic Report
- 07:18 メッセージ紹介
- 07:30 日替わりコーナー
- 08:20 日替わりスポンサーコーナー（毎週レギュラーは火・木・金のみ）
- 08:35 OH! MY TOWN!
- 08:50 メッセージ紹介
- 08:54 快適生活ラジオショッピング（最終金曜を除く）
- 08:56 徳川家康と服部半蔵忍者隊 にんにんモーにん！（最終金曜のみ）
- 09:00 OH! MY くじ（デラスキッパーズ登場）
- 09:04 一曲入魂！いろはにリクエスト（キーワード決定）
- 09:10 9時台 日替わりコーナー Part.1
- 09:30 OH! MY WEATHER!
- 09:35 9時台 日替わりコーナー Part.2
- 09:47 メッセージ紹介
- 09:50 一曲入魂！いろはにリクエスト（リクエスト採用）
- 09:54 OH! MY YEAH!
- 09:56 エンディング

## コーナー

### 現在
レギュラーコーナー
- OH! MY NEWS!
- OH! MY WALKER!
- OH! MY JUDGE!
- OH! MY TOWN!
- OH! MY BATTLE
- OH! MY グランプリ！
- OH! MY くじ
- OH! MY GUEST!
- OH! MY WEATHER!

曜日限定コーナー
- OH! MY 川柳
- OH! MY COUNSELING!
- トシちゃんなにしてるの？
- OH! MY 絵描き歌
- OH! MY ダンディズム！
- OH! MY ええ音！
- OH! MY TECHNOLOGY!

スポンサーコーナー
- 大好きな暮らしを
- OH! MY PRIME!
- 松本のへや
- 洗車でGO！

### 過去
- OH! MY TOPICS!
- OH! MY SPORTS!
- OH! MY ANSWER!
- OH! MY NAME!
- OH! MY TEACHER!

スポンサーコーナー
- 知りたい！賃貸ワンダーライフ
- Looking for America
- OH! MY 和菓子！
- 知りたい！賃貸ワンダーライフ リターンズ！

## エピソード
- 2019年2月21日のNHK名古屋放送局がラジオ第1「夕刊 ゴジらじ」に、NHK・民放連共同ラジオキャンペーンの一環として、大前がZIP-FMのMEGURU・@FMの平野聡と共にゲスト出演した。今までもラジオ・ライフラインネットワークなどの他局制作番組に、Radio NEOの代表として大前が出演する事はあったが、当番組の代表として出演するのは今回が初めてであり、これが最初で最後となった。
- 2019年4月24日、番組史上初めて寝坊して1時間（入りの時間も含めると2時間）遅刻するという「大前大遅刻事件」が起きた。その日の放送は後番組である「デラスキNine!!」のパーソナリティ、デラスキッパーズの町田康介がオープニングからの1時間を代理でこなした[6]。この遅刻に対して大前にはリスナー提案のペナルティ「滝行」が課せられることになった。